# Emy Myrtin
Emy Sofia Myrtin, född 28 september 1873 i Älvsbacka, Värmland, död 30 januari 1968 i Flen, var en svensk telegrafkommissarie och kvinnosakskvinna. Hon var den första telegrafföreståndaren vid telegraf- och rikstelefonstationen i Flen, och ordförande i lokalföreningen av Landsföreningen för kvinnans politiska rösträtt i staden.

## Biografi
Myrtin föddes 1873 i Älvsbacka. Som barn kom hon till Stockholm. Hon utbildade sig vid läroverk i Stockholm, och var under sju år anställd som telegrafexpeditör vid Stockholms telegrafstation. 1898 blev hon den första föreståndaren för telegrafstationen i Flen, som var en rikstelefonstation, och från 1903 som ordinarie föreståndare. Året därpå inrapporterade Myrtin ett jordskalv från telegrafstationen i Flen, vilket väckte viss uppståndelse. 1908 blev hon telegrafkommissarie av klass 5, och från 1926 av klass 4. Hon tilldelades Hans Majestät Konungens medalj i guld av åttonde storleken. Hon gick i pension 1938.
Under sin tid i Flen var Myrtin även engagerad i Landsföreningen för kvinnans politiska rösträtt, och var ordförande i lokalföreningen i Flen tillika ledamot av centralstyrelsen.